# Campionati del mondo di mountain bike marathon 2007
I Campionati del mondo di mountain bike marathon 2007 (en. 2007 UCI Mountain Bike Marathon World Championships), quinta edizione della competizione, furono disputati a Verviers, in Belgio, il 12 agosto 2006.

## Medagliere
Medagliere finale
| #      | Nazione   | Oro | Argento | Bronzo | Totale |
| ------ | --------- | --- | ------- | ------ | ------ |
| 1      | Svizzera  | 2   | 0       | 0      | 2      |
| 2      | Belgio    | 0   | 1       | 0      | 1      |
| 2      | Germania  | 0   | 1       | 0      | 1      |
| 4      | Francia   | 0   | 0       | 1      | 1      |
| 4      | Finlandia | 0   | 0       | 1      | 1      |
| Totale | Totale    | 2   | 2       | 2      | 6      |

## Sommario degli eventi
| Eventi          | Oro                       | Tempo    | Argento               | Tempo   | Bronzo                  | Tempo    |
| Uomini dettagli | Christoph Sauser Svizzera | 4h23'06" | Roel Paulissen Belgio | a 5'23" | Thomas Dietsch Francia  | a 7'26"  |
| Donne dettagli  | Petra Henzi Svizzera      | 5h12'11" | Sabine Spitz Germania | a 2'07" | Pia Sundstedt Finlandia | a 11'59" |